# Дињичићи
Дињичићи (такође познати и као Ковачевићи) су средњовековна племићка породица која је у доба Краљевине Босне управљала облашћу Јадара.

## Историја
Први познати представник Дињичићa je жупан Дињица. Он се појављује у повељи краља Стефана Твртка од 10. априла 1378. године, којом српски краљ потврђује повеље пређашњих банова Босне и краљева Србије. Жупан Дињица се помиње са својом браћом, чија имена нису позната у једном дубровачком спису из 1380. године. Област којом управљају Дињичићи своди се на долину Јадра. Дињицу наслеђује кнез Драгиша Дињичић, вјероватно његов син. Драгиша Дињичић је познат по активном судјеловњу у завјери против кнеза Радослава Павловића и учествовању у његовом убиству у лову на Пареној пољани 1415. године, недалеко од Краљеве Сутјеске 22. августа 1415. године. После овог догађаја наступило је отворено непријатељство међу српском властелом. Како такво стање није одговарало султану Мехмеду Првом, он је преко својих посланика иницирао сазив станака. На станку је за овај догађај кривљен краљ Остоја те и Дињичићи за које је наређено хапшење. Драгиша је као и краљ Остоја избјегао хапшење, те се као човјек краља Стефана Твртка Другог често појављује у његовим повељама међу првим свједоцима.
У кампањи краља Стефана Твртка Другог за зазузимање богатих рудника Сребренице активно су се ангажовали Дињичићи који су са краљевом војском јесени 1425. године опсјели град Сребреницу. Током опсаде стигло је појачање браниоцима Сребренице, па се босанска војска морала повући. У повлачењу Дињичићи су похарали сребреничко предграђе и нанијели штету од 50.000 дуката. Тада је војска деспотовине заузела Сребреницу и околне градове.
Кнез Драгиша Дињичић је имао два брата:Павла и Ковача и сина Покрајца који се помиње у једном дубровачком спису из 1426. године. О Драгишином брату Павлу не зна се много, помиње се у двије повеље, једној од марта мјесеца 1424. и у другој од 24. фебрурар 1428. године.  Ковач се помиње у повељама краља Остоје, у повељи од 5. марта 1419. године, гдје је титулиран као војвода. Војвода Ковач је имао три сина: Петра, Твртка и Иваниша. Имали су титулу војводе. 
Најистактујији члан династије био је војвода Петар Дињичић. Он је 27. јула 1440. године примљен за грађанина Дубровника. У великој хришћанској коалицији против Турака, пристао је уз деспота Ђурђа Бранковића. Велику хришћанску коалицију предводио је угарски краљ Владислав Први, ердељски властелин Јанко Хуњади и деспот Ђурађ. Војска је бројала 25.000 угарских и 8.000 српских коњаника међу којима је било и 700 Петрових коњаника. Са деспотом Ђурђем Бранковићем заузео је Сребреницу 1443. године. Нешто касније, Петар је у међувремену напустио деспота. О овом догађају нема ближих података, али се зна да је 1455. године по налогу краља Стефана Томаша напао Сребреницу. Ту бива убијен од стране Ђурађове војске, а један спис то биљежи ријечима:
Уби Дмитар Радојевић Петра Ковачевића под Сребреницом
. 
Петра је наслиједио брат Твртко који је владао Јадром као кнез од 1439. до 1462. године. Од тада се помиње као војвода. У акцији 1458. године Стефан Томаш заузима Сребреницу и околних једанаест тврђава, у овом походу Дињичићима је припало 4 утврђења. Војвода  Твртко Ковачевић, је настрадао у налету Османлија 1463. године.  Последњи брат Иваниш је заједно са својом породицом отишао у Дубровник. У Дубровнику се спомињу још два Дињичићa: Жарко и Вукић, за које се сматра да су вјереватно Иванишови синови.
После повлачења турске војске у Подриње је продо Влатко Херцеговић, који је заузео неколико градова у бившој области Дињичића. Према дубровачким списима дио породице Дињичић се тада вратио или намјеравао вратити у своју дједовину. Из турског катастарског пописа 1485. године помиње се вилајет Ковач.

## Чланови
- Дињица:

- Драгиша
- Павле
- Ковач:

- Петар
- Твртко
- Иваниш